# Leichtathletik-Weltmeisterschaften 2015/Teilnehmer (Türkei)
| Gelbes Symbol für Goldmedaillen mit stilisierten Olympischen Ringen | Graues Symbol für Silbermedaillen mit stilisierten Olympischen Ringen | Braundes Symbol für Bronzemedaillen mit stilisierten Olympischen Ringen |
| ------------------------------------------------------------------- | --------------------------------------------------------------------- | ----------------------------------------------------------------------- |
| —                                                                   | —                                                                     | —                                                                       |

Der Leichtathletikverband der Türkei nominierte zwölf Athleten für die Leichtathletik-Weltmeisterschaften 2015 in der chinesischen Hauptstadt Peking.

## Ergebnisse

### Männer

#### Laufdisziplinen
| Athlet              | Disziplin        | Vorlauf      | Vorlauf | Halbfinale  | Halbfinale | Finale             | Finale             |
| Athlet              | Disziplin        | Zeit         | Platz   | Zeit        | Platz      | Zeit               | Platz              |
| ------------------- | ---------------- | ------------ | ------- | ----------- | ---------- | ------------------ | ------------------ |
| Jak Ali Harvey      | 100 m            | 10,04 s      | 12      | 10,08 s     | 15         | nicht qualifiziert | nicht qualifiziert |
| Ramil Guliyev       | 200 m            | 20,01 s NR   | 1       | 20,10 s     | 6          | 20,11 s            | 6                  |
| İlham Tanui Özbilen | 1500 m           | 3:38,28 min  | 4       | 3:45,70 min | 22         | nicht qualifiziert | nicht qualifiziert |
| Ali Kaya            | 5000 m           | 13:21,46 min | 9       |             |            | 13:21,46 min       | 9                  |
| Ali Kaya            | 10.000 m         |              |         |             |            | 27:43,69 min       | 7                  |
| Bekir Karayel       | Marathon         |              |         |             |            | DNF                | DNF                |
| Yasmani Copello     | 400 m Hürden     | 48,89 s NR   | 5       | 48,46 s NR  | 5          | 48,96 s            | 6                  |
| Halil Akkaş         | 3000 m Hindernis | 8:54,04 min  | 30      |             |            | nicht qualifiziert | nicht qualifiziert |

#### Sprung/Wurf
| Athletin   | Disziplin  | Qualifikation | Qualifikation | Finale             | Finale             |
| Athletin   | Disziplin  | Weite/Höhe    | Platz         | Weite/Höhe         | Platz              |
| ---------- | ---------- | ------------- | ------------- | ------------------ | ------------------ |
| Eşref Apak | Hammerwurf | 73,01 m       | 17            | nicht qualifiziert | nicht qualifiziert |

### Frauen

#### Laufdisziplinen
| Athlet        | Disziplin        | Vorlauf        | Vorlauf | Halbfinale | Halbfinale | Finale             | Finale             |
| Athlet        | Disziplin        | Zeit           | Platz   | Zeit       | Platz      | Zeit               | Platz              |
| ------------- | ---------------- | -------------- | ------- | ---------- | ---------- | ------------------ | ------------------ |
| Tuğba Güvenç  | 3000 m Hindernis | 9:58,07 min    | 35      |            |            | nicht qualifiziert | nicht qualifiziert |
| Özlem Kaya    | 3000 m Hindernis | 9:30,23 min PB | 15      |            |            | 9:34,66 min        | 13                 |
| Sultan Haydar | Marathon         |                |         |            |            | 2:47:11 h          | 43                 |

#### Sprung/Wurf
| Athletin      | Disziplin  | Qualifikation | Qualifikation | Finale             | Finale             |
| Athletin      | Disziplin  | Weite/Höhe    | Platz         | Weite/Höhe         | Platz              |
| ------------- | ---------- | ------------- | ------------- | ------------------ | ------------------ |
| Kıvılcım Kaya | Hammerwurf | 67,98 m       | 20            | nicht qualifiziert | nicht qualifiziert |